# بطولة غرب آسيا لكرة الصالات للسيدات 2012
بطولة غرب آسيا لكرة الصالات للسيدات 2012 هي النسخة الثانية من بطولة غرب آسيا لكرة الصالات للسيدات وأقيمت في المنامة عاصمة البحرين من 3 أبريل إلى 12 أبريل 2012.

## دور المجموعات

### المجموعة 1
| المنتخب | لعب | فاز | تعادل | خسر | له | عليه | الفارق | النقاط |
| ------- | --- | --- | ----- | --- | -- | ---- | ------ | ------ |
| إيران   | 2   | 2   | 0     | 0   | 19 | 0    | +19    | 6      |
| البحرين | 2   | 1   | 0     | 1   | 8  | 8    | 0      | 3      |
| العراق  | 2   | 0   | 0     | 2   | 2  | 21   | −19    | 0      |

| البحرين                                                                                   | 2-8     | العراق                          |
| ----------------------------------------------------------------------------------------- | ------- | ------------------------------- |
| ياسمين فايز 4' · دينا عبد الرحمن 6'، 8'، 23'، 38' · ريم الهاشمي 14'، 16' · منار يعقوب 37' | التقرير | رجين سرحان 21' · سيبال رشيد 35' |

| إيران | 0-13    | العراق |
| --- | ------- | ------ |
| إلناز أرمات 1' · نيلوفار أردالاني 6'، 11' · ليلى إقبالي 8'، 27' · فاطمة إعتدادي 11'، 14' · زبيدة زارينراد 18'، 37' · فهيمة زارعي 24' · نسيمة غلامي 28'، 32'، 34' | التقرير |        |

| إيران                                                                                 | 0-6     | البحرين |
| ------------------------------------------------------------------------------------- | ------- | ------- |
| فرشتة كريم 18' · فاطمة إعتدادي 21' · فهيمة زارعي 26'، 32'، 34' · نيلوفار أردالاني 37' | التقرير |         |

### المجموعة 2
| المنتخب | لعب | فاز | تعادل | خسر | له | عليه | الفارق | النقاط |
| ------- | --- | --- | ----- | --- | -- | ---- | ------ | ------ |
| الأردن  | 3   | 2   | 0     | 1   | 26 | 5    | +21    | 6      |
| لبنان   | 3   | 2   | 0     | 1   | 26 | 6    | +20    | 6      |
| فلسطين  | 3   | 2   | 0     | 1   | 14 | 7    | +7     | 6      |
| قطر     | 3   | 0   | 0     | 3   | 0  | 48   | −48    | 0      |

| الأردن | 0-20    | قطر |
| --- | ------- | --- |
| ستيفان النابر 1'، 3'، 37' · فرح العزب 2'، 22'، 37' · مايسة جبارة 9'، 10'، 23'، 29'، 35'، 38' · عبير النهار 14'، 17'، 31'، 36' · هبة فخر الدين 16' · إنشراح الهياسات 21' · شهناز جبرين 31' · عبير الرنتيسي 39' | التقرير |     |

| لبنان                                                       | 2-5     | فلسطين                |
| ----------------------------------------------------------- | ------- | --------------------- |
| سارة بكري 29' · سارة حيدر 35'، 38' · نانسي تشاليان 37'، 40' | التقرير | نيفين الكليب 20'، 38' |

| الأردن                                        | 2-4     | لبنان                              |
| --------------------------------------------- | ------- | ---------------------------------- |
| شهناز جبرين 4'، 19'، 31' · ستيفاني النابر 36' | التقرير | ريم شلهوب 7' · دارين فخر الدين 34' |

| قطر | 9-0     | فلسطين |
| --- | ------- | --- |
|     | التقرير | كيلودي سلامة 13'، 23'، 33' · كارولين سوغيان 14'، 18'، 28' · آية الخطيب 22' · تالين أبو غزالة 31' · ماريان البانداك 37' |

| الأردن                               | 3-2     | فلسطين                                     |
| ------------------------------------ | ------- | ------------------------------------------ |
| ستيفاني النابر 14' · عبير النهار 32' | التقرير | كارولين سوغيان 14' · نيفين الكليب 37'، 39' |

| لبنان | 0-19    | قطر |
| --- | ------- | --- |
| نانسي تشاليان 1'، 18'، 20'، 22'، 33'، 34' · تغريد حمادة 4'، 19'، 22'، 37' · سارة حيدر 4'، 7'، 9'، 20'، 22'، 25' · هبة الجعافل 10' · سارة بكري 14' · ريم شلهوب 39' | التقرير |     |

## الدور النهائي

### النصف النهائي
| إيران                              | 2-2     | لبنان                        |
| ---------------------------------- | ------- | ---------------------------- |
| ليلى إقبالي 3' · فاطمة إعتدادي 17' | التقرير | ريم شلهوب 5' · سارة بكري 31' |

| الأردن                                     | 1-4     | البحرين             |
| ------------------------------------------ | ------- | ------------------- |
| مايسة جبارة 9'، 29'، 32' · شهناز جبرين 33' | التقرير | دينا عبد الرحمن 32' |

### تحديد المركز الثالث
| لبنان                                                                | 8-5     | البحرين                                                           |
| -------------------------------------------------------------------- | ------- | ----------------------------------------------------------------- |
| تغريد حمادة 5'، 18' · هبة الجعافل 31' · سحر دبوك 39' · سارة حيدر 40' | التقرير | دينا عبد الرحمن 2'، 8'، 14'، 23'، 33'، 38' · ريم الهاشمي 26'، 34' |

### المباراة النهائية
| إيران | 1-8     | الأردن              |
| --- | ------- | ------------------- |
| فهيمة زارعي 4'، 28' · زبيدة زارينراد 10' · إلناز أرمات 12'، 24' · فاطمة إعتدادي 16' · فرشتة كريمي 36' · نغمة مرادي 36' | التقرير | إنشراح الهياسات 13' |

## البطل
| بطولة غرب آسيا لكرة الصالات للسيدات بطل 2012 |
| -------------------------------------------- |
| إيران                                        |
| إيران اللقب الثاني                           |